# 麥可·翁達傑

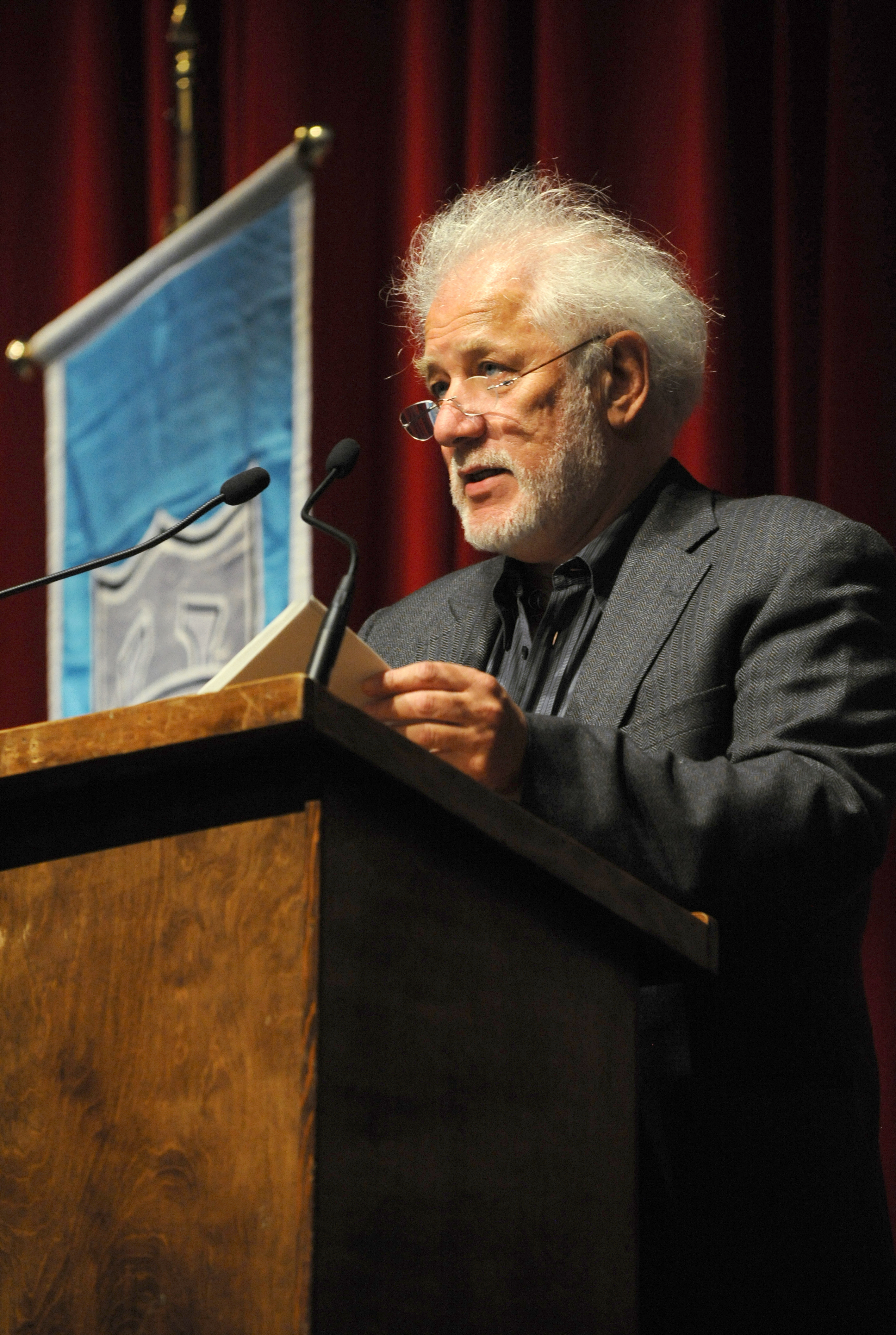
麥可·翁達傑

菲利浦·麥可·翁達傑OC（1943年9月12日—），生於斯里蘭卡可倫坡，是一名加拿大斯里蘭卡裔小說家與詩人，畢業於加拿大中學主教學院,主教大学和皇后大學。其从多倫多大學获得文学硕士，以改編成同名奧斯卡得獎電影、曾獲布克獎的小說聞名。

## 主要作品
詩集
- The Dainty Monster (中文譯名：優雅怪物) 1967年出版。
- The Man with Seven Toes (中文譯名：七個腳趾的人)1969年出版。
- The Collected Works of Billy the Kid (中文譯名：比利小子作品集) 1970年出版。
- Secular Love (中文譯名：世俗之愛) 1984年出版。
- The Cinnamon Peeler:Selected Poems (中文譯名：肉桂舞孃) 1997年出版。
- Handwriting:Poems (中文譯名：手記) 1998年出版。

小說
- Coming Through Slaughter (中文譯名：戮後餘生) 1976年出版。
- In the Skin of Lion (中文譯名：獅皮之下) 1987年出版。
- English Patient (中文譯名：英國病人。「英倫情人」是由這篇小說改編拍成的電影。) 1992年出版。
- Anil's Ghost (中文譯名：阿妮的魅影) 2000年出版。

自傳回憶錄
- Running in the Family (中文譯名：追憶家史) 1982年出版。

## 作品在台灣的出版
- 章欣、慶信/譯，《英倫情人》，台北市：輕舟出版，1997年。
- 張琰/譯，《一輪月亮與六顆星星》，台北：皇冠出版社，1999年。
- 陳建銘/譯，《菩薩凝視的島嶼》，台北：大塊，2002年。
- 景翔/譯，《英倫情人》，台北市：時報文化，2010年。

## 延伸阅读
- Comparative Cultural Studies and Michael Ondaatje's Writing. Ed. Steven Tötösy de Zepetnek. West Lafayette: Purdue University Press, 2005. ISBN 1-55753-378-4
- Barbour, Douglas. Michael Ondaatje. New York: Twayne, 1993. ISBN 0-8057-8290-7
- Jewinski, Ed. Michael Ondaatje: Express Yourself Beautifully. Toronto: ECW, 1994. ISBN 1-55022-189-2
- Tötösy de Zepetnek, Steven. "Cultures, Peripheralities, and Comparative Literature." Comparative Literature: Theory, Method, Application. By Steven Tötösy de Zepetnek. Amsterdam: Rodopi, 1998. 150-65. ISBN 90-420-0534-3